# Zlejovo
Zlejovo (macedónul: Злеово) település Észak-Macedóniában, a Délkeleti körzetben, a Radovisi járásban.

## Népesség
| Lakosok száma | 807  | 940  | 656  | 831  | 979  | 911  | 959  | 928  | 683  |
|               | 1948 | 1953 | 1961 | 1971 | 1981 | 1991 | 1994 | 2002 | 2021 |

- 2002-ben 928 lakosa volt, akik közül 924 macedón, 3 szerb és 1 egyéb.